# 塔罗河

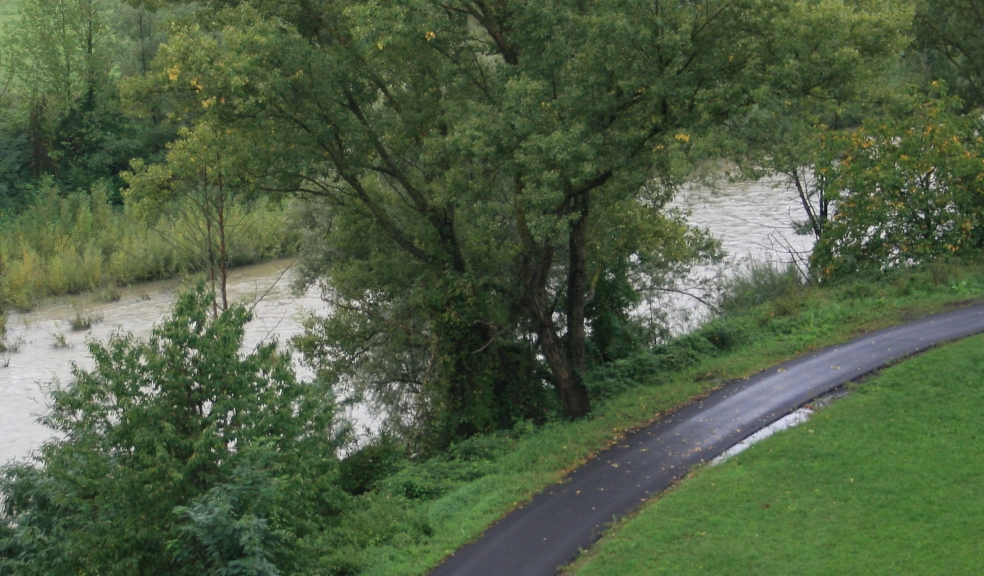

塔罗河（意大利语：Taro）是意大利的河流，位於該國北部，屬於波河的支流，河道全長126公里，流域面積2,026平方公里，平均流量每秒30立方米，發源自亞平寧山脈，河口處在锡萨附近。

## 外部連結
- Taro Park Website （页面存档备份，存于） （意大利文）